# Bataille de San Juan del Sur
Guerre nationale
La bataille de San Juan del Sur est une bataille navale livrée le 23 novembre 1856 au large de San Juan del Sur au Nicaragua, pendant la Guerre nationale ou guerres de William Walker.

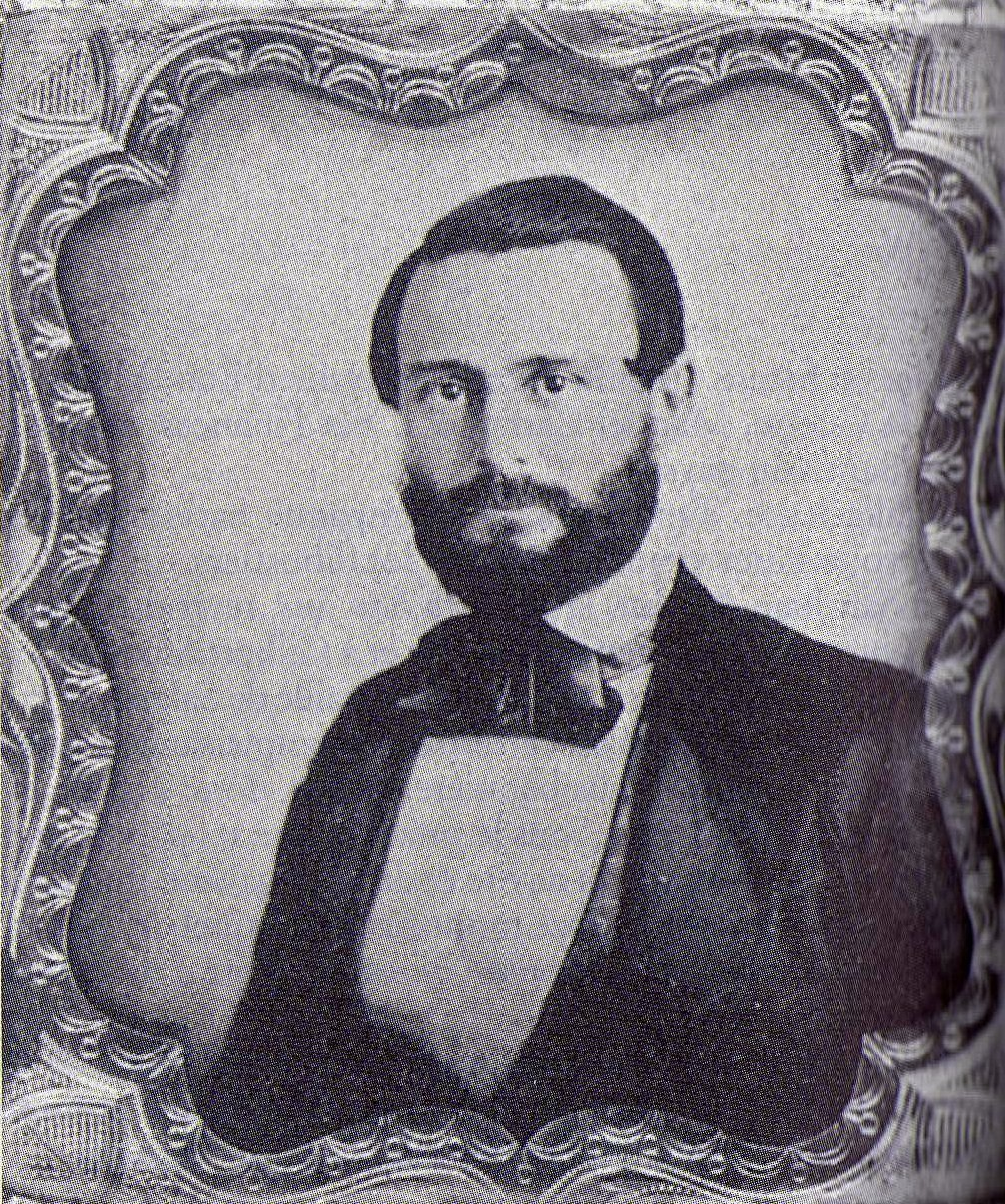
Callender Irvine Fayssoux (1820-1897)

Elle oppose le brick costaricien Once de Avril, armé de quatre canons de neuf livres, commandé par le Péruvien Antonio Valleriesta, à la goélette des flibustiers américains Granada, équipée de deux canons de six livres et sous les ordres du lieutenant Callender Irvine Fayssoux. Après quatre heures de lutte acharnée, la situation du brick est désespérée, cependant sa fin diverge selon les sources : d'après certains historiens, son capitaine, plutôt que de se rendre, met le feu à la sainte-barbe et saute avec son navire alors que selon d'autres, la destruction du bâtiment résulterait au contraire d'un boulet américain en pleine sainte-barbe. Toujours est-il que le navire costaricien explose projetant tout son équipage à la mer. Les flibustiers américains recueillent une quarantaine de survivants, gravement brûlés pour la plupart, dont Antonio Valleriesta, qui survivra à ses blessures. Sommairement soignés, les rescapés sont rapidement libérés par les vainqueurs. En récompense de sa victoire, Fayssoux est nommé capitaine et reçoit une hacienda, près de Rivas.
Cette bataille est l'unique combat naval jamais livré par le Costa Rica.